# 모로코의 국기

모로코의 국기 비율 2:3

모로코의 국기는 1956년 3월 2일에 제정되었다. 빨간색 바탕 가운데에 솔로몬의 별이라고 부르는 초록색 오각별이 그려져 있다. 빨간색은 이슬람교의 예언자인 무함마드의 자손이 흘린 피를 의미하며, 초록색은 이슬람교를 상징하는 색이다. 오각별은 이슬람교의 다섯 기둥을 의미한다. 1666년에 빨간색 한 색으로만 구성되어 있는 국기가 처음 사용되었으며, 1915년에 초록색 오각별 디자인이 추가되었다.

## 색상
| 색상 | 빨강                | 초록              |
| ---- | ------------------- | ----------------- |
| RGB  | 193–39–45 (#C1272D) | 0–98–51 (#006233) |

## 그 외의 기

상선기 비율 2:3
해군기 비율 2:3
국적기
국왕기
왕실기

## 역대 모로코의 국기

1666년부터 1915년까지 사용된 모로코의 국기
리프 공화국의 국기 1921년-1926년
프랑스령 모로코의 상선기
스페인령 모로코의 상선기

## 같이 보기
- 모로코의 국장
- 베트남의 국기
- 소말리아의 국기